# Karna karenia
Karna karenia är en insektsart som beskrevs av William Lucas Distant 1906. Karna karenia ingår som enda art i släktet Karna och familjen Tropiduchidae. Inga underarter finns listade i Catalogue of Life.